# ジョヴァンニ・ピアチェンティーニ
ジョヴァンニ・ピアチェンティーニ（Giovanni Piacentini, 1968年4月8日 - ）イタリア・モデナ出身の元サッカー選手。ポジションはセントラルMF。

## 略歴
ASローマに5シーズン在籍、通算189試合に出場、1991-92シーズンにはコッパ・イタリアも制した。1993-94シーズンの10月24日、SSラツィオとのローマダービーでセリエA初得点を挙げた。
2シーズン半を過ごしたフィオレンティーナでは、コッパ・イタリアとスーペルコッパ・イタリアーナを制した。
2000-01シーズン、ボローニャでのプレーを最後に僅か33歳で引退、6月17日のインテル戦が現役最後の試合となった。

## タイトル
モデナ
- セリエC : 1985-86

ASローマ
- コッパ・イタリア : 1991-92

フィオレンティーナ
- コッパ・イタリア : 1995-96
- スーペルコッパ・イタリアーナ : 1996